# جيف دونكان (لاعب كرة قاعدة)
جيف دونكان (بالإنجليزية: Jeff Duncan)‏ هو لاعب كرة قاعدة أمريكي، ولد في 9 ديسمبر 1978 في هارفي في الولايات المتحدة.

## وصلات خارجية
- جيف دونكان على موقع دوري كرة القاعدة الرئيسي (الإنجليزية)
- جيف دونكان على موقعبيزبول رفرنس.كوم (الدوري الرئيسي) (الإنجليزية)
- جيف دونكان على موقعبيزبول رفرنس.كوم (الدوري الثانوي) (الإنجليزية)
- جيف دونكان على موقع إي إس بي إن.كوم (أم.أل.بي) (الإنجليزية)
- جيف دونكان على موقع مشجعي الرسوم البيانية (الإنجليزية)